# Peter Brown (historien)
Pour les articles homonymes, voir Peter Brown et Brown.
Peter Robert Lamont Brown, né le 26 juillet 1935 à Dublin (Irlande), est un historien spécialiste de l'histoire romaine et de l'Antiquité tardive.

## Biographie

### Années de formation
Peter Brown est né à Dublin, en Irlande, en 1935, d'une famille protestante irlando-écossaise. Jusqu'en 1939, il passa l'hiver et le printemps chaque année au Soudan anglo-égyptien, où son père travaillait comme ingénieur ferroviaire à Khartoum. Le reste de l'année, il rentrait avec sa mère à Bray, dans le Comté de Wicklow, près de Dublin. Après le déclenchement de la Seconde Guerre mondiale, il reste en Irlande, où son père ne revient finalement qu'en 1948.
Il fut élevé à Aravon School, une école préparatoire distinguée à Bray, où il a d'abord étudié le latin et le français. En 1948, Brown entra à Shrewsbury School dans le Shropshire. C'est dans cette école qu'il commença à étudier le grec ancien et se tourna résolument vers l'histoire. Comme il l'a expliqué, pour lui, faire du grec n'était pas tant s'intéresser à l'Antiquité classique, mais surtout étudier les origines du christianisme.
Entre 1953 et 1956, Brown reçut une bourse pour étudier l'histoire moderne au New College à Oxford. La majeure partie de son diplôme est consacré à l'histoire de l'Angleterre dans son intégralité et au haut Moyen Âge européen, de 919 à 1127, mais dans sa dernière année scolaire, il se concentra spécifiquement sur l'âge d'Augustin, et a été particulièrement influencé par les travaux d'Henri-Irénée Marrou et d'André Piganiol. Il subit également l'influence d'autres historiens, dont Arnaldo Momigliano qu'il qualifie de mentor.

### Carrière universitaire
Il a été professeur d'histoire à Oxford jusqu'en 1975, à Londres entre 1975 et 1978, à Berkeley entre 1978 et 1986, période particulièrement stimulante, puis à Princeton. Il est également professeur invité dans plusieurs universités européennes dont le Collège de France et l'université de Rome « La Sapienza ».
Professeur émérite des universités, il est membre du British Academy, de l'Académie royale d'Irlande, de l'Académie américaine des arts et des sciences, de l'Académie royale néerlandaise des arts et des sciences, du Medieval Academy of America et de la Société américaine de philosophie. Il est également membre associé à l'Académie des Lyncéens et à l'Académie des sciences et des arts de Barcelone.

### Historiographie
Au-delà de son travail  majeur sur saint Augustin et de ses nombreux travaux sur la diffusion du christianisme, l'apport de Peter Brown à l'historiographie de la fin de l'empire romain et des débuts du Moyen Âge est décisif, par sa participation à l'élaboration de la notion d'Antiquité tardive, comme Henri-Irénée Marrou. Cette périodisation nouvelle, qu'il a contribué à faire émerger à partir des années 1960, permet de dépasser le débat sur la décadence de l'empire romain.

## Distinctions

### Docteur Honoris causa
Peter Brown est docteur honoris causa de nombreuses universités, parmi lesquelles :
- Université de Fribourg (1974),
- Université de Chicago (1978),
- Trinity College (1990),
- Université Wesleyenne (1993),
- Université Tulane (1994),
- Université de Londres (1997),
- New College (Oxford) (1998),
- Université de Pise (2001),
- Université Columbia (2001),
- Université Harvard (2002),
- Université de Cambridge (2004),
- Université méthodiste du Sud (2004),
- Université d'Europe centrale (2005),
- Université Yale (2006),
- King's College de Londres (2008),
- Université Notre-Dame-du-Lac (2008),
- Amherst College (2008),
- Université hébraïque de Jérusalem (2010),
- Université Aristote de Thessalonique (2010),
- Université Saint-Vladimir (2013).

### Prix et récompenses
- Prix du Conseil des Arts de Grande-Bretagne (1967) ;
- Prix MacArthur (1982) ;
- Prix Vursell de l'Académie américaine des arts et des lettres (1988) ;
- Ralph Waldo Emerson Award (1989) ;
- Prix Heineken (1994) ;
- Prix Ausonius (1999) ;
- Prix John-Werner-Kluge (2008) ;
- Prix Balzan (2011) ;
- Prix Jacques Barzun d'histoire culturelle de la Société américaine de philosophie (2012) ;
- Prix R. R. Hawkins (en) (2012) ;
- Prix Dan David (2015).

### Décorations
- Membre de l'Ordre de l'Empire britannique.
- Chevalier de l'Ordre des Arts et des Lettres (1996).

## Œuvres
- La vie de saint Augustin, Paris, Le Seuil, 1971[9] (rééd. 2001).
- Genèse de l'Antiquité tardive, Paris, Gallimard, 1983.
- Le culte des saints. Son essor et sa fonction dans la chrétienté latine, Paris, Le Cerf, 1984[10].
- La société et le sacré dans l'Antiquité, Paris, Le Seuil, 1985.
- La Société romaine (ouvrage collectif), Paris, Le Seuil, 1991.
- La toge et la mitre. Le monde de l'Antiquité tardive, Londres, Thames & Hudson, 1995.
- Le renoncement de la chair. Virginité, célibat et continence dans le christianisme primitif, Paris, Gallimard, 1995.
- L'essor du christianisme occidental (200-1000), Paris, Le Seuil, 1997.
- L'autorité et le sacré, Paris, Noesis, 1998.
- Pouvoir et persuasion dans l'Antiquité tardive. Vers un empire chrétien, Paris, Le Seuil, 1998[11].
- Poverty and Leadership in the Later Roman Empire, Londres, University Press of New England, 2002[12].
- Le monde de l’Antiquité tardive, de Marc Aurèle à Mahomet, Bruxelles, Éditions de l'Université de Bruxelles, 2011.
- À travers un trou d’aiguille. La richesse, la chute de Rome et la formation du christianisme, Paris, Les Belles Lettres, 2016[13].
- Le prix du Salut, Paris, Belin, 2016[14].
- Treasure in Heaven: The Holy Poor in Early Christianity, Charlottesville, University of Virginia Press, 2016[15].